# Tarachodes davidi
Tarachodes davidi är en bönsyrseart som beskrevs av Werner 1929. Tarachodes davidi ingår i släktet Tarachodes och familjen Tarachodidae. Inga underarter finns listade i Catalogue of Life.